# دبليو. بروس لينكولن
دبليو. بروس لينكولن (بالإنجليزية: W. Bruce Lincoln)‏ هو مؤرخ أمريكي، ولد في 6 سبتمبر 1938 في Suffield, Connecticut ‏ في الولايات المتحدة، وتوفي في 9 أبريل 2000 في ديكالب في الولايات المتحدة.